# Mershon (Géorgie)
 (avril 2025).
Mershon est une census-designated place située dans le comté de Pierce, dans l’État de Géorgie, aux États-Unis. Lors du recensement de 2020, elle comptait 44 habitants.